# Jinan International Open 2024 - Doppio maschile
Il doppio maschile del torneo di tennis professionistico Jinan International Open 2024, facente parte della categoria Challenger 50 nell'ambito dell'ATP Challenger Tour 2024, si è giocato dal 19 al 25 agosto a Jinan, in Cina. Tra le coppie partecipanti erano assenti Matthew Ebden e Divij Sharan, i detentori del titolo.
In finale Chung Yun-seong e Yuta Shimizu hanno sconfitto Rio Noguchi e Edward Winter con il punteggio di 6–3, 6(5)–7, [10–6].

## Teste di serie
1. Ray Ho /  Nam Ji-sung (primo turno)
2. Chung Yun-seong /  Yuta Shimizu (campioni)

1. Francis Casey Alcantara /  Sun Fajing (semifinale)
2. Aidan McHugh /  Ajeet Rai (primo turno)

## Wildcard
1. Jin Yuquan /  Li Zekai (primo turno)

1. Wang Aoran /  Zhou Yi (semifinale)

## Tabellone

### Legenda
| - Q = Qualificato - WC = Wild card - LL = Lucky loser | - ALT = Alternate - SE = Special Exempt - PR = Protected Ranking | - w/o = Walkover - r = Ritirato - d = Squalificato |

|  | Primo turno | Primo turno             | Primo turno             | Primo turno | Primo turno |  |  | Quarti di finale | Quarti di finale    | Quarti di finale | Quarti di finale    | Quarti di finale    |   |   | Semifinali | Semifinali                | Semifinali         | Semifinali                   | Semifinali |    |      | Finale | Finale | Finale | Finale | Finale |  |
|  |             |                         |                         |             |             |  |  |                  |                     |                  |                     |                     |   |   |            |                           |                    |                              |            |    |      |        |        |        |        |        |  |
|  | 1           | R Ho J-s Nam            | 0                       | 6           | [9]         |  |  |                  |                     |                  |                     |                     |   |   |            |                           |                    |                              |            |    |      |        |        |        |        |        |  |
|  |             | R Noguchi E Winter      | 6                       | 2           | [11]        |  |  |                  | R Noguchi E Winter  | 7                | 2                   | [10]                |   |   |            |                           |                    |                              |            |    |      |        |        |        |        |        |  |
|  |             | M Ochi S Watanabe       | 6                       | 1           | [14]        |  |  |                  | M Ochi S Watanabe   | 61               | 6                   | [8]                 |   |   |            |                           |                    |                              |            |    |      |        |        |        |        |        |  |
|  |             | P Isaro C Rungkat       | 4                       | 6           | [12]        |  |  |                  |                     |                  |                     |                     |   |   |            | R Noguchi E Winter        | R Noguchi E Winter | 6                            | 6          |    |      |        |        |        |        |        |  |
|  | 4           | A McHugh A Rai          | A McHugh A Rai          | 61          | 2           |  |  |                  |                     | WC               | A Wang Y Zhou       | A Wang Y Zhou       | 3 | 4 |            |                           |                    |                              |            |    |      |        |        |        |        |        |  |
|  |             | S-h Shin A Weber        | S-h Shin A Weber        | 7           | 6           |  |  |                  | S-h Shin A Weber    | S-h Shin A Weber | 4                   | 4                   |   |   |            |                           |                    |                              |            |    |      |        |        |        |        |        |  |
|  | WC          | Y Jin Z Li              | 2                       | 6           | [3]         |  |  | WC               | A Wang Y Zhou       | A Wang Y Zhou    | 6                   | 6                   |   |   |            |                           |                    |                              |            |    |      |        |        |        |        |        |  |
|  | WC          | A Wang Y Zhou           | 6                       | 4           | [10]        |  |  |                  |                     |                  |                     |                     |   |   |            | Rio Noguchi Edward Winter | 3                  | 7                            | [6]        |    |      |        |        |        |        |        |  |
|  |             | E Agafonov E Karlovskij | E Agafonov E Karlovskij | 3           | 4           |  |  |                  |                     |                  |                     |                     |   |   |            |                           | 2                  | Chung Yun-seong Yuta Shimizu | 6          | 65 | [10] |        |        |        |        |        |  |
|  |             | P Henning K van Wyk     | P Henning K van Wyk     | 6           | 6           |  |  |                  | P Henning K van Wyk | 6                | 4                   | [8]                 |   |   |            |                           |                    |                              |            |    |      |        |        |        |        |        |  |
|  |             | M Haliak S Sakellaridis | M Haliak S Sakellaridis | 4           | 3           |  |  | 3                | FC Alcantara F Sun  | 1                | 6                   | [10]                |   |   |            |                           |                    |                              |            |    |      |        |        |        |        |        |  |
|  | 3           | FC Alcantara F Sun      | FC Alcantara F Sun      | 6           | 6           |  |  |                  |                     |                  |                     |                     |   |   | 3          | FC Alcantara F Sun        | FC Alcantara F Sun | 64                           | 4          |    |      |        |        |        |        |        |  |
|  |             | B Bobrov E Donskoj      | B Bobrov E Donskoj      | 3           | 2           |  |  |                  |                     | 2                | Y-s Chung Y Shimizu | Y-s Chung Y Shimizu | 7 | 6 |            |                           |                    |                              |            |    |      |        |        |        |        |        |  |
|  |             | T-h Huang T-l Wu        | T-h Huang T-l Wu        | 6           | 6           |  |  |                  | T-h Huang T-l Wu    | 62               | 6                   | [3]                 |   |   |            |                           |                    |                              |            |    |      |        |        |        |        |        |  |
|  |             | J Cui W-b Shin          | J Cui W-b Shin          | 4           | 2           |  |  | 2                | Y-s Chung Y Shimizu | 7                | 3                   | [10]                |   |   |            |                           |                    |                              |            |    |      |        |        |        |        |        |  |
|  | 2           | Y-s Chung Y Shimizu     | Y-s Chung Y Shimizu     | 6           | 6           |  |  |                  |                     |                  |                     |                     |   |   |            |                           |                    |                              |            |    |      |        |        |        |        |        |  |